# Brovarkî, Hadeaci
Brovarkî (în ucraineană Броварки) este un sat în comuna Knîșivka din raionul Hadeaci, regiunea Poltava, Ucraina.

## Demografie
Componența lingvistică a localității Brovarkî
     Ucraineană (96,01%)
     Rusă (3,33%)
     Alte limbi (0,44%)
Conform recensământului din 2001, majoritatea populației localității Brovarkî era vorbitoare de ucraineană (96,01%), existând în minoritate și vorbitori de rusă (3,33%).